# Empetrum rubrum
Empetrum rubrum là một loài thực vật có hoa trong họ Thạch nam. Loài này được Vahl ex Willd. mô tả khoa học đầu tiên năm 1806.

## Hình ảnh

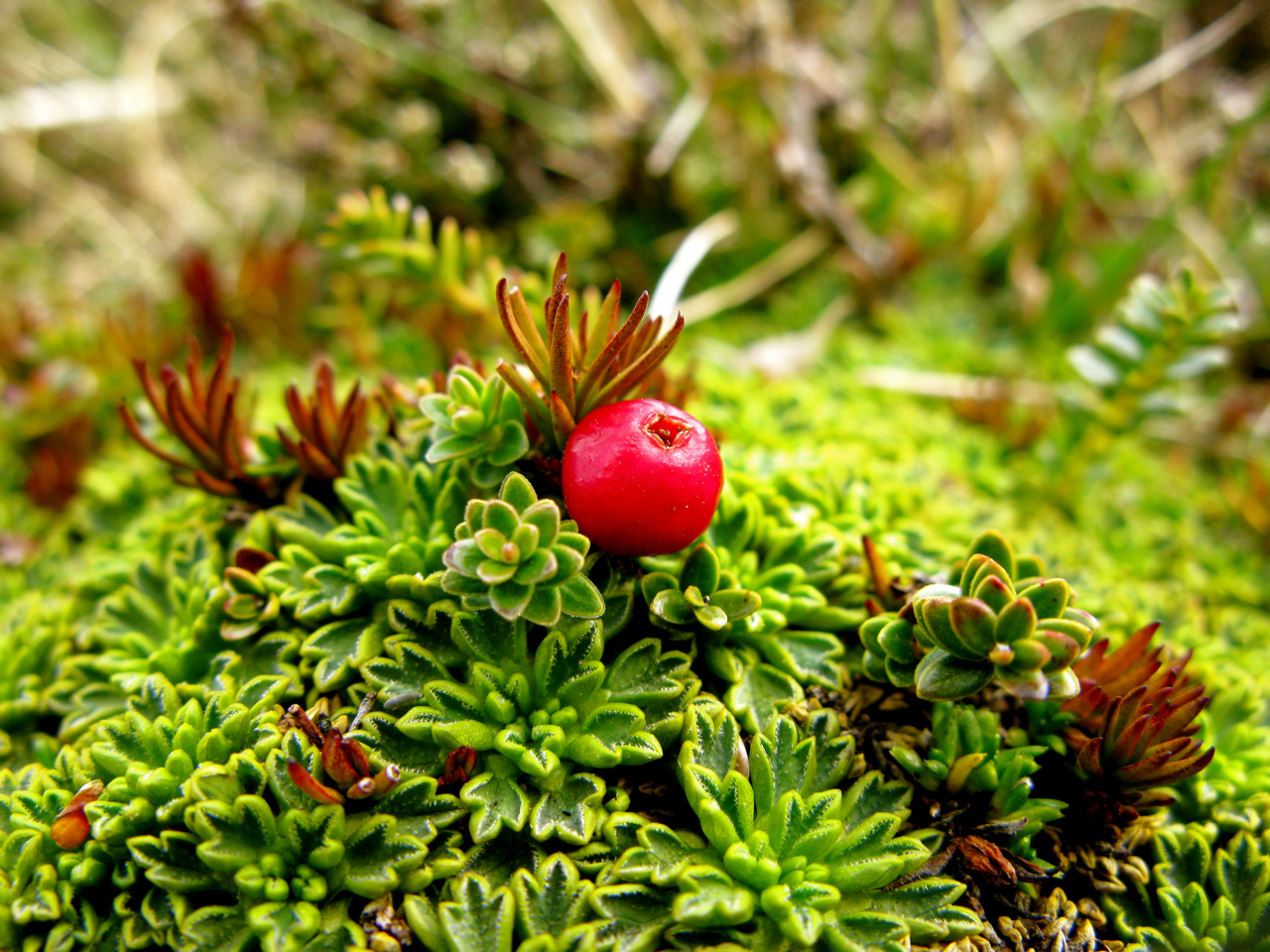
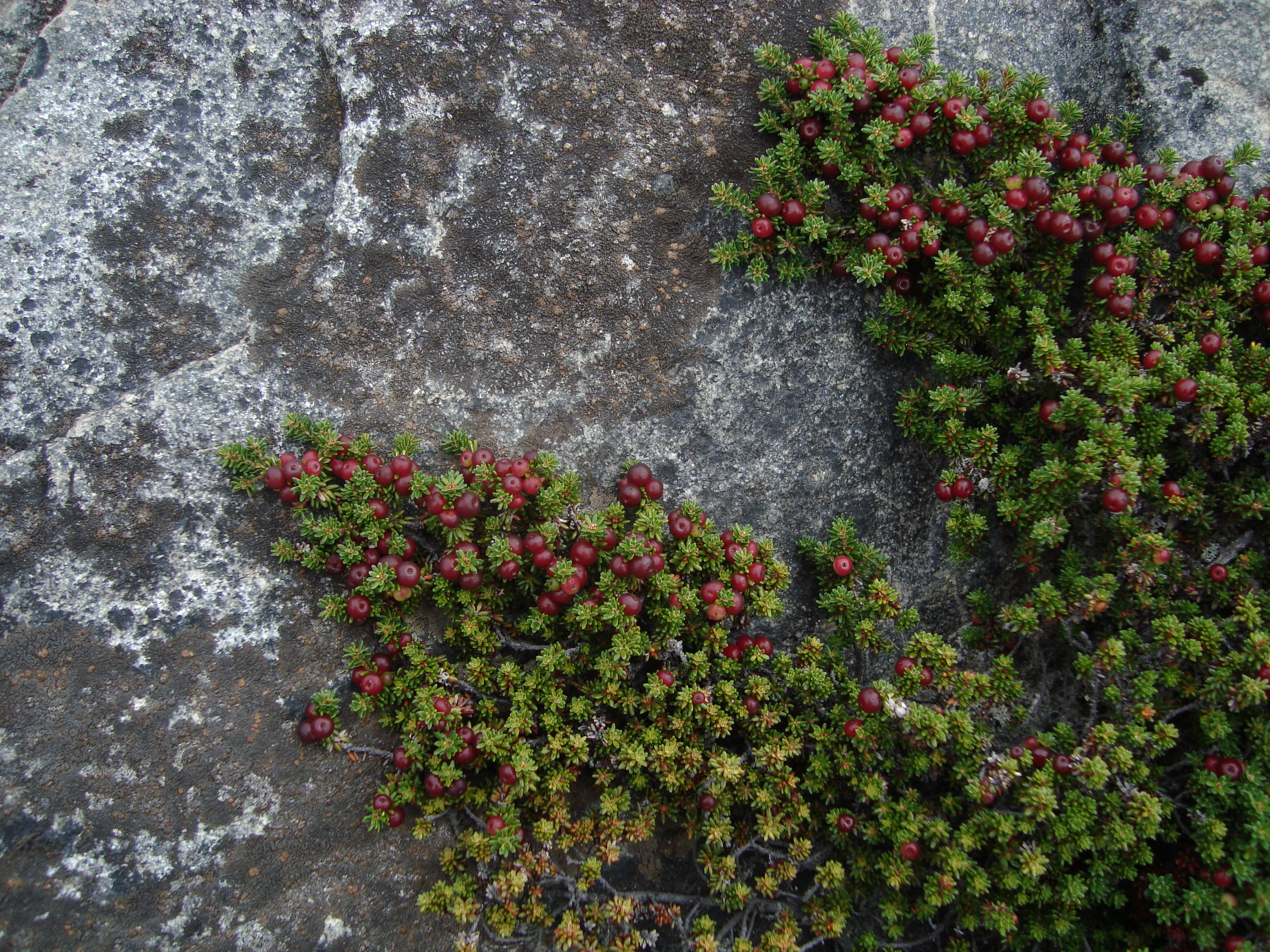
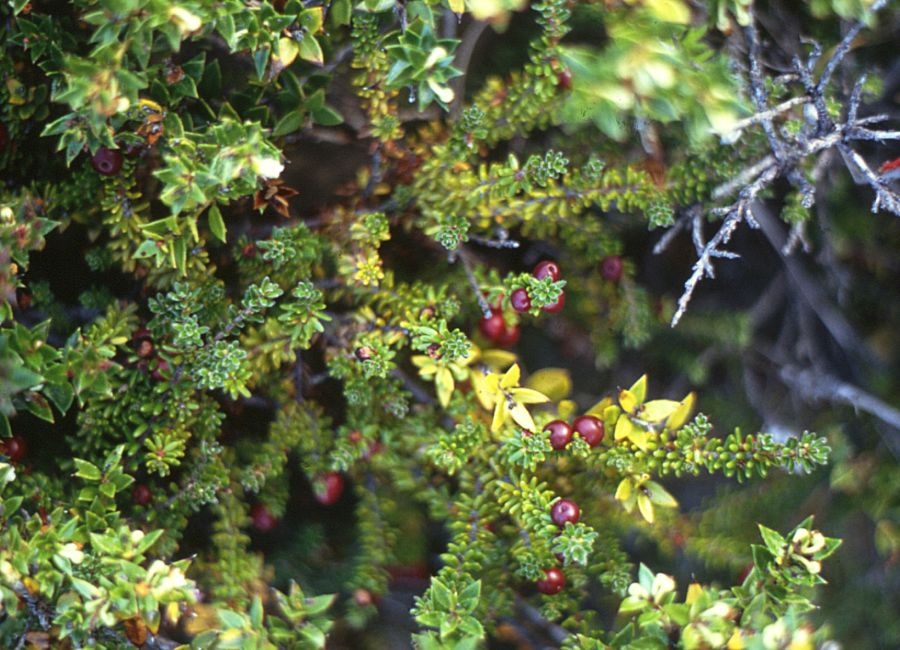